# 蒋健晖
蒋建晖（1971年10月—），男，湖南邵阳人。中国化学家，湖南大学化学化工学院教授兼博士生导师，英国皇家化学会会士。曾任《化学学报》、《分析化学》等杂志编委。现任湖南大学党委常委、副校长。

## 生平
1989年9月考入湖南大学分析化学专业，1993年6月取得理学学士学位。1993年9月考入湖南大学，师从化学家兼中国科学院院士俞汝勤教授，并于1996年6月取得湖南大学理学硕士学位。1996年9月再次考入湖南大学，依然师从俞汝勤教授，并于1999年6月取得理学博士学位。在1997年7月-至001年3月期间担任湖南大学讲师。
2001年11月至2003年2月担任日本关西学院大学博士后，师从关西学院大学名誉教授尾崎幸洋。在此期间于2001年3月担任湖南大学副教授。2002年11月担任关西学院大学访问教授，直至2003年2月。2003年5月成为湖南大学教授。2004年12月担任化学生物传感与计量学国家重点实验室，副主任，直至2018年12月。2005年7月至2010年12月担任湖南大学化学化工学院副院长，2011年1月升任院长，直至2018年7月。2017年11月担任湖南大学校长助理，直至2019年5月。2019年5月至今担任湖南大学副校长。

## 研究方向
主要研究方向为生物传感与生物成像。

## 奖项和荣誉
2003年荣获国家自然科学二等奖。2014年荣获国家自然科学二等奖。2020年荣获湖南省自然科学一等奖。
2020年12月17日，当选中国化学会首届会士。